# Adoretus gazella
Adoretus gazella är en skalbaggsart som beskrevs av Frey 1970. Adoretus gazella ingår i släktet Adoretus och familjen Rutelidae. Inga underarter finns listade i Catalogue of Life.